# James Farnell
James Squire Farnell (25 juin 1825-21 août 1888) était un homme politique australien qui fut le 8e premier ministre de Nouvelle-Galles du Sud. Farnell fut un législateur au travail assidu qui consacra beaucoup de son temps à l'étude de la question des terres et qui essaya aussi pendant quelques années de faire adopter un projet de loi pour la protection des maladies contagieuses.

## Jeunesse
Farnell est né à Saint Leonards (en), en Nouvelle-Galles du Sud, Australie. Il était le fils de Thomas Charles Farnell, un brasseur, et de Mary Ann Farnell, fille de James Squire, un Romanichel anglais qui sont arrivés avec la Première Flotte et ont été probablement les premiers brasseurs australiens. Il a fait ses études à Parramatta. Pendant sa jeunesse, il a commencé à voyager et a beaucoup appris sur sa propre colonie. La découverte d'or en Californie en 1848 l'a conduit à visiter l'Amérique et il a aussi voyagé en Nouvelle-Zélande avant de finalement revenir en Nouvelle-Galles du Sud

## Carrière politique
En 1860, Farnell remporta les élections législatives à St Leonards, mais il perdit son siège lors de l'élection suivante. Il fut l'élu de Parramatta en 1864 et occupa le siège pendant 10 ans. Il devint ministre des terres dans le premier gouvernement Parkes de mai 1872 à février 1875 et, pendant une courte période, fut également ministre des mines. En 1874, il fut battu à Parramatta, mais élu à St Leonards lors d'une élection partielle et il occupa le siège jusqu'en 1882.  
De décembre 1876 à octobre 1877, Farnell fut président de commission, mais vers la fin de l'année, il organisa une "tierce partie" et obligea le gouvernement Robertson a démissionner.

## Premier ministre
Farnell réussit à former un gouvernement et, le 18 décembre 1877, devint le premier premier ministre de Nouvelle-Galles du Sud né en Australie. Il garda le poste de ministre des terres. En octobre 1878, il présenta un projet de loi sur la propriété des terres qui fut repoussé le 5 décembre. Farnell démissionna et fut remplacé par Parkes. De 1882 à 1885, il fut député de la Nouvelle-Angleterre. Lorsque le gouvernement Stuart fut créé en janvier 1883, Farnell fut de nouveau nommé ministre des terres et montra beaucoup de patience et de tact dans la préparation de son projet de loi qui fut adopté en 1884. Dans le gouvernement Dibbs créé en octobre 1885, il fut ministre de la Justice et représentant du gouvernement au Conseil législatif, mais ce gouvernement ne dura que quelques semaines. En 1887, il fut élu député de Redfern à l'Assemblée et représenta cette circonscription jusqu'à sa mort. 
Il est mort à Petersham. Sa femme lui a survécu avec ses 11 enfants, dont l'un, Frank Farnell, a été membre de l'Assemblée législative pour la circonscription de Cumberland, au moment de la mort de son père et, plus tard, de Ryde